# Driehoek van Feuerbach

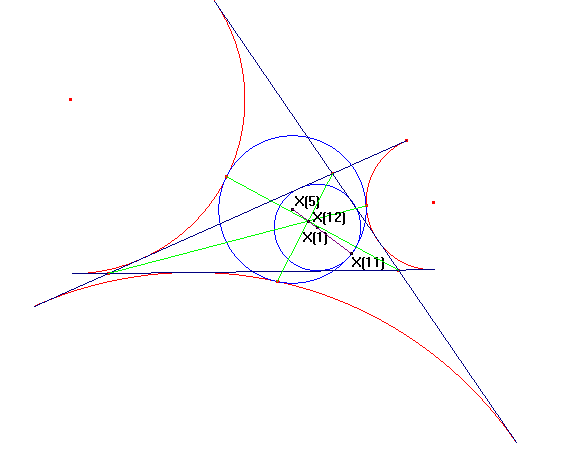
De stelling van Feuerbach en de punten X(11) en X(12)

De raakpunten van de negenpuntscirkel en de aangeschreven cirkels vormen een driehoek die de driehoek van Feuerbach wordt genoemd. De driehoek is gelijkvormig aan en perspectief met de ceva-driehoek van X(1). Het perspectiviteitscentrum is het punt van Feuerbach X(11).

## X(12)
De driehoek van Feuerbach is ook perspectief met ABC. Het perspectiviteitscentrum is het driehoekscentrum met kimberlingnummer X(12) en heeft barycentrische coördinaten
{\displaystyle \left({\frac {(b+c)^{2}}{s-a}}:{\frac {(a+c)^{2}}{s-b}}:{\frac {(a+b)^{2}}{s-c}}\right).}
Hierin is {\displaystyle s={\frac {a+b+c}{2}}} de halve omtrek.
Dit punt X(12) is de harmonische verwant van X(11) ten opzichte van X(1) (middelpunt van de ingeschreven cirkel) en X(5) (middelpunt van de negenpuntscirkel).